# Мозиманн, Квентин
Квентин Мозима́нн (англ. Quentin Mosimann, род. 14 февраля 1988 года, Женева) — франко-швейцарский диджей и музыкальный продюсер.

## Биография
Квентин Мозиманн родился в Женеве в 1988 году. После того, как его родители развелись, Мозиманн рос во Франции. В молодости он интересовался джазом и электронной музыкой. В 17 лет он отправился на Французскую Ривьеру и работал там диджеем под именем John Louly. В 2007 году участвовал во французском кастинге на шоу Star Academy и стал там победителем.
В дебютном альбоме Duel были объединены произведения в джазовом исполнении и в жанре электронной музыки. В Бельгии альбом занял первое место, во Франции он достиг второго места и был отмечен золотым диском. В следующем году вышел сингл Il y a je t’aime et je t’aime, ставший особенно успешным во Франции и достигший второго места в чартах. На родине в Швейцарии его успех был меньше, только совместный сборник с швейцарским диджеем Sir Colin попал в топ-3 чартов. Сингл Gimme a Break вышел 2010 году, достигнув топ-10 во Франции и Бельгии.
В 2010 году вышел второй альбом Мозиманна Exhibition, в музыке которого ощущается влияние электро-попа. Альбом поднялся до 7-го места в хит-параде Франции.
Третий альбом The 8 Deadly Sins был выпущен в 2013 году.

## Дискография
Альбомы
- Duel (2008)
- Scratch da House Show Bizz (2009) — сборник Sir Colin и Quentin Mosimann
- Exhibition (2010)
- The 8 Deadly Sins (2013)

Синглы
- «Cherchez le garçon» (2008)
- «Il y a je t’aime et je t’aime» (2009)
- «Toc toc» (2009)
- «Gimme a Break» (2010)
- «I Love I Love» (2010)
- «Psyké Underground» (2013)
- «Never Let You Go» (2017) — feat. Joe Cleere